# Frohes Volk, vergnügte Sachsen

Frohes Volk, vergnügte Sachsen (Peuple joyeux, Saxe réjouie), BWV Anh. 12, est une cantate de Johann Sebastian Bach donnée en première représentation le 3 août 1733 à Leipzig à l'occasion de la fête d'Auguste III de Pologne. Le livret est de Picander mais la musique est perdue. On sait que la musique vient d'une cantate (BWV Anh. 18), elle aussi perdue, écrite en 1732 pour l'inauguration des travaux de restauration de l'école Saint-Thomas de Leipzig. Le chœur introductif de cette cantate refera surface comme chœur initial de l'Oratorio de l'Ascension BWV 11.